# Muzeum vojenské a automobilové techniky UGMK
Muzeum vojenské a automobilové techniky UGMK (rusky Музейный комплекс УГМК) je muzejní komplex nacházející se v ruském městě Verchňaja Pyšma ve Sverdlovské oblasti, asi 20 km severně od Jekatěrinburgu. Soukromé muzeum je věnováno mechanické a vojenské historii uralského federálního okruhu. Komplex, který tvoří dvě muzea, je financován Uralskou těžební a metalurgickou společností (UGMK) a je v něm umístěna velká sbírka zbraní, vozidel a dalších výrobků.

## Popis

### Historie
Ruský Ural má dlouhou historii průmyslové výroby, protože přírodní zdroje regionu přispívaly k průmyslové činnosti. Během druhé světové války prošel region velkou změnou, protože jeho průmyslová odvětví se začala zaměřovat na výrobu válečných materiálů. Kromě toho relativní odlehlost pohoří Ural poskytovala bezpečí před německou invazí do Sovětského svazu; továrny a jejich pracovníci byli evakuováni ze západního Ruska a přesídleni na Ural, což v regionu zanechalo další bojové dědictví.

### Vojenské muzeum
Vojenské muzeum bylo otevřeno v roce 2005 v rámci přípravy na 60. výročí sovětského vítězství ve druhé světové válce (v Rusku označované jako Velká vlastenecká válka). Muzeum je financováno Uralskou těžební a metalurgickou společností, významnou průmyslovou firmou se sídlem ve Věrchněj Pyšmě. Muzeum od té doby uspořádalo několik výstav a v roce 2011 byla dokončena stavba nového návštěvnického centra. Na místě je také třípodlažní výstavní síň.
Muzeum převážně pod širým nebem zobrazuje řadu sovětských a ruských zařízení od 20. do 90. let 20. století. Vystavené vybavení zahrnuje tanky, různé typy tažených a samohybných děl, nákladní automobily, motocykly a další nejrůznější vojenská vozidla. Kromě pozemních vozidel má muzeum sbírku letadel. Sbírka muzea také zahrnuje některé americké zbraně (včetně tanků Sherman a Stuart) zasílané do Sovětského svazu jako součást Lend-Lease.

### Muzeum automobilů
Automobilové muzeum (oficiálně Muzeum automobilové technologie) bylo považováno za dočasnou výstavu od roku 2016 do roku 2018, kdy se stalo trvalou součástí muzea. Podle internetových stránek muzea se v automobilovém muzeu nachází nejrozsáhlejší sbírka (čítající přibližně 500 vozidel) automobilů a motorových kol v Rusku. Vystavená vozidla zahrnují veterány (včetně závodních automobilů sovětské éry), motocykly, civilní a vojenské vlaky a další nejrůznější vozidla.

## Galerie

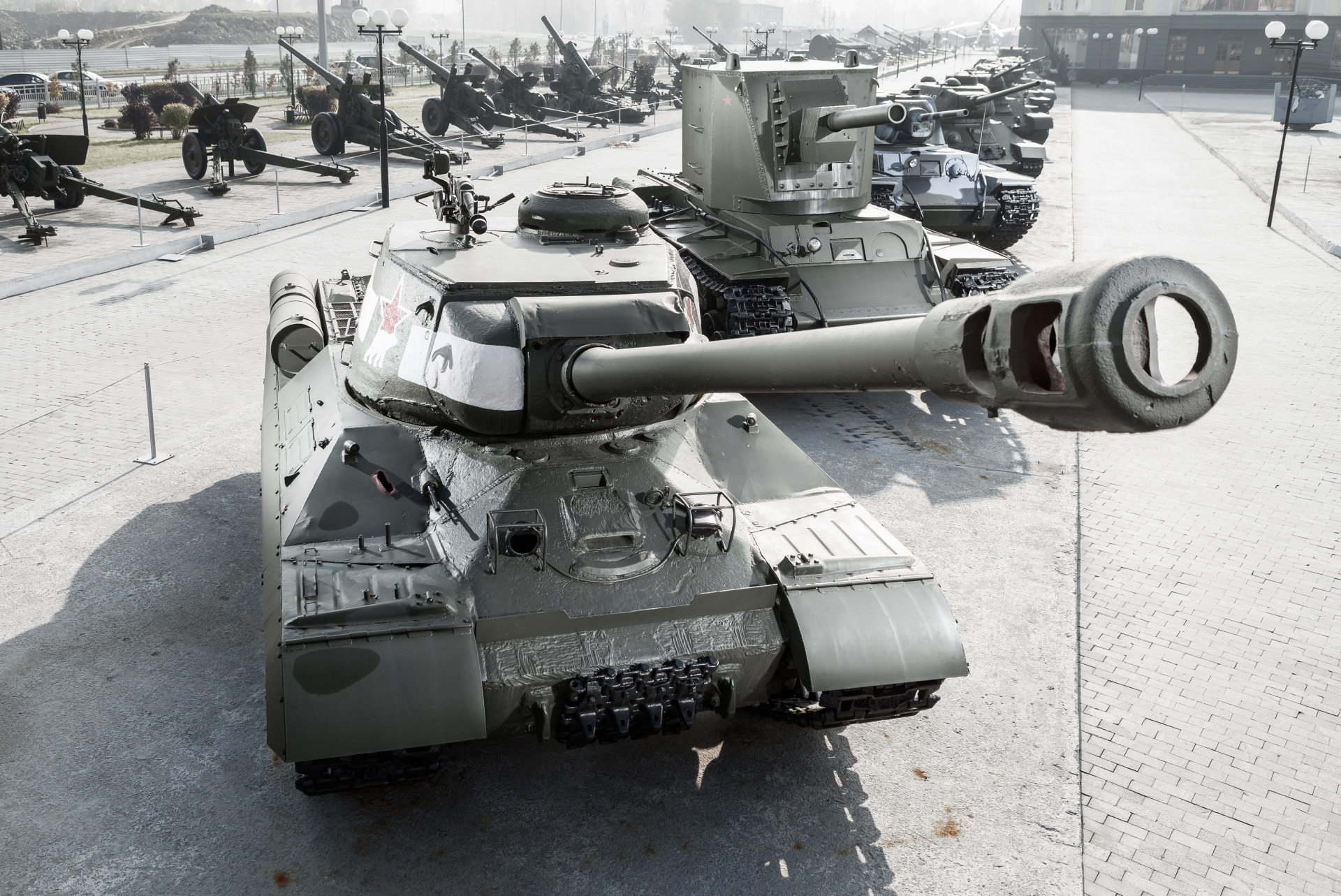
Těžké tanky
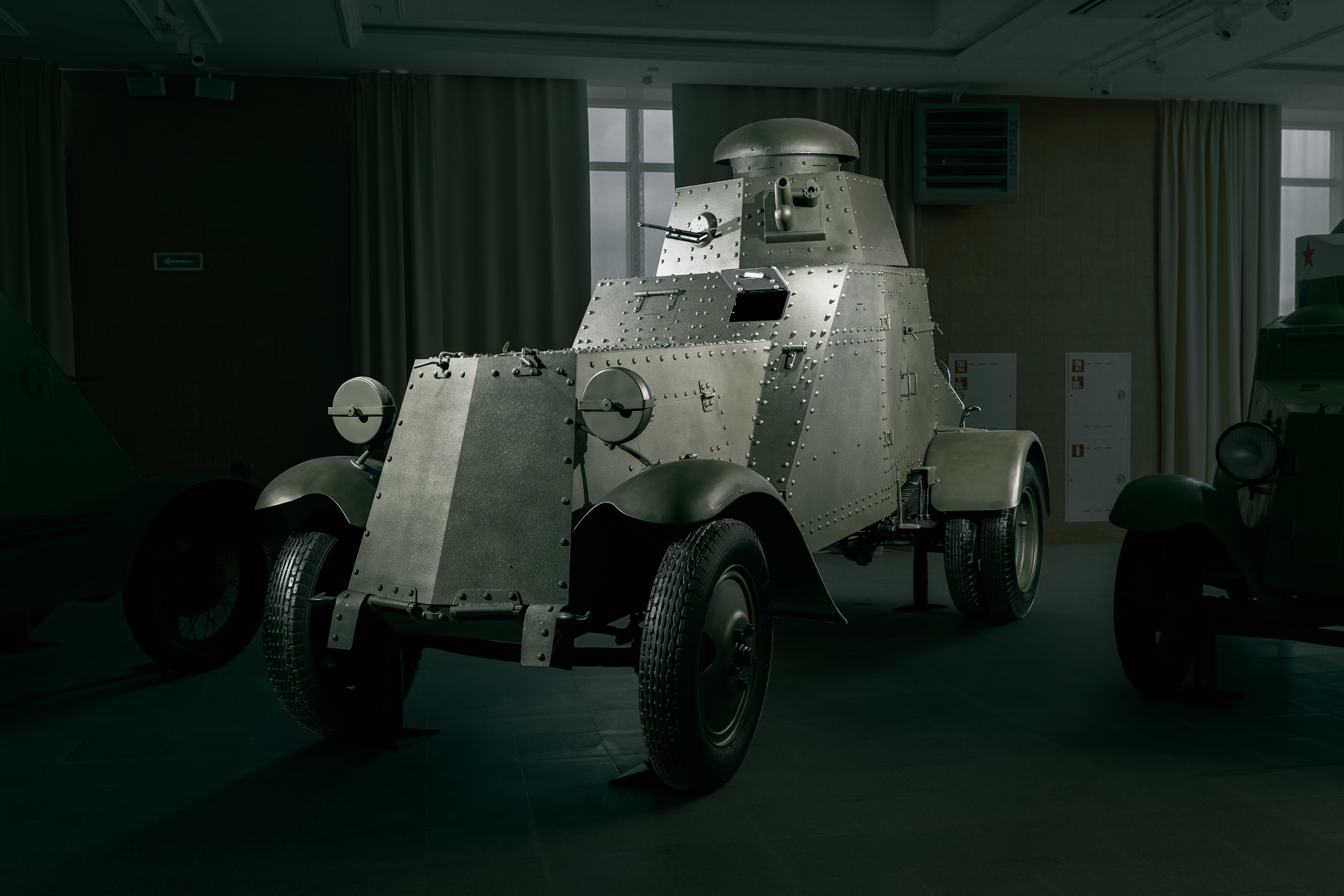
Obrněné automobily
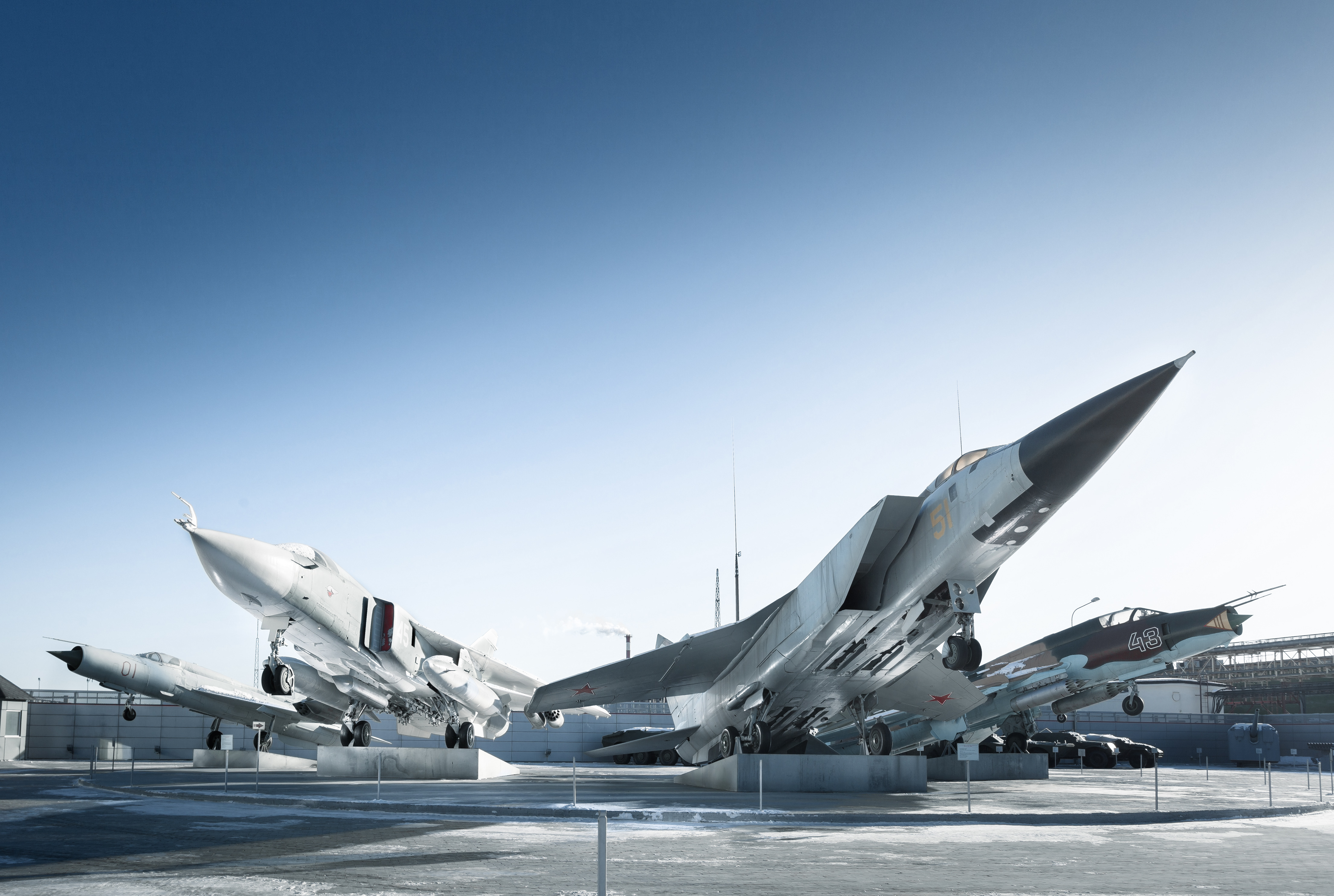
Proudové letouny
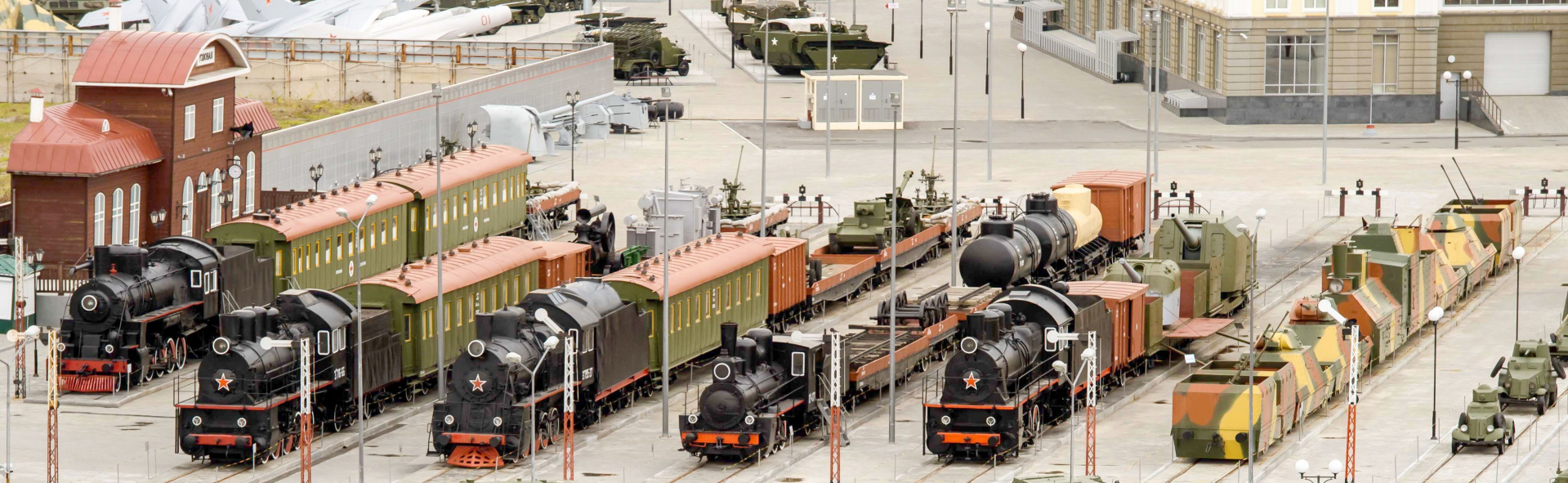
Železnice
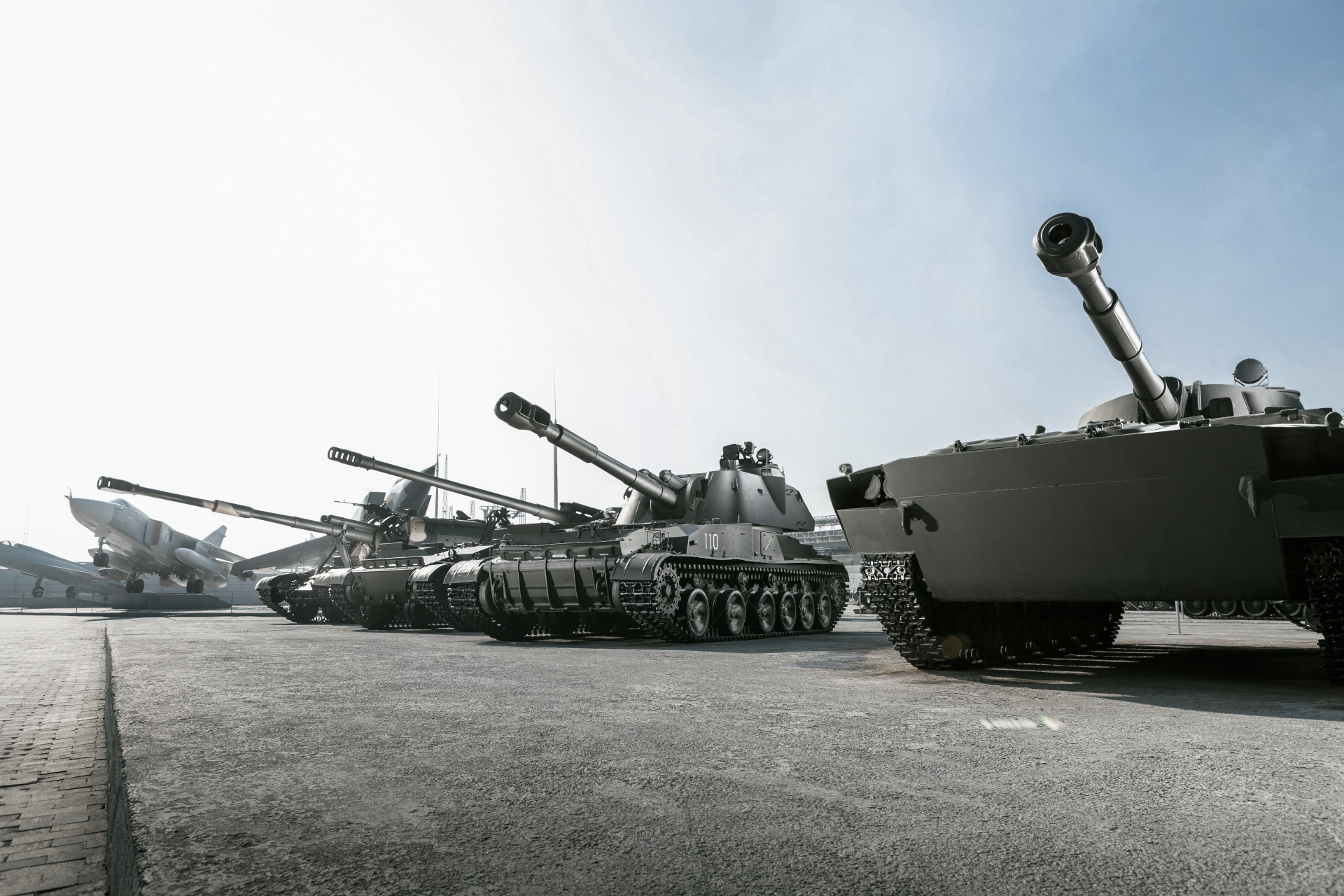
Dělostřelecká zařízení s vlastním pohonem
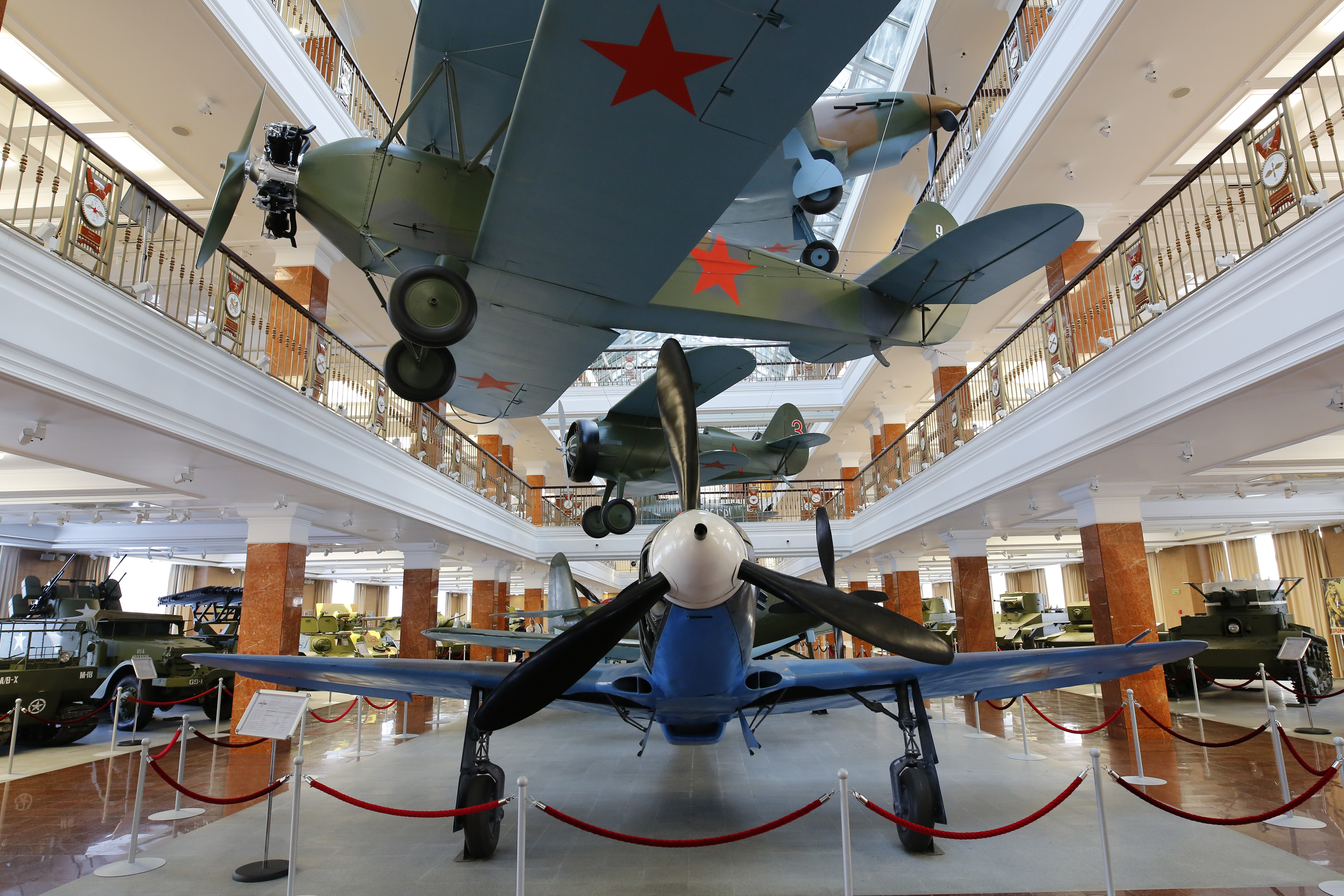
Expozice muzea
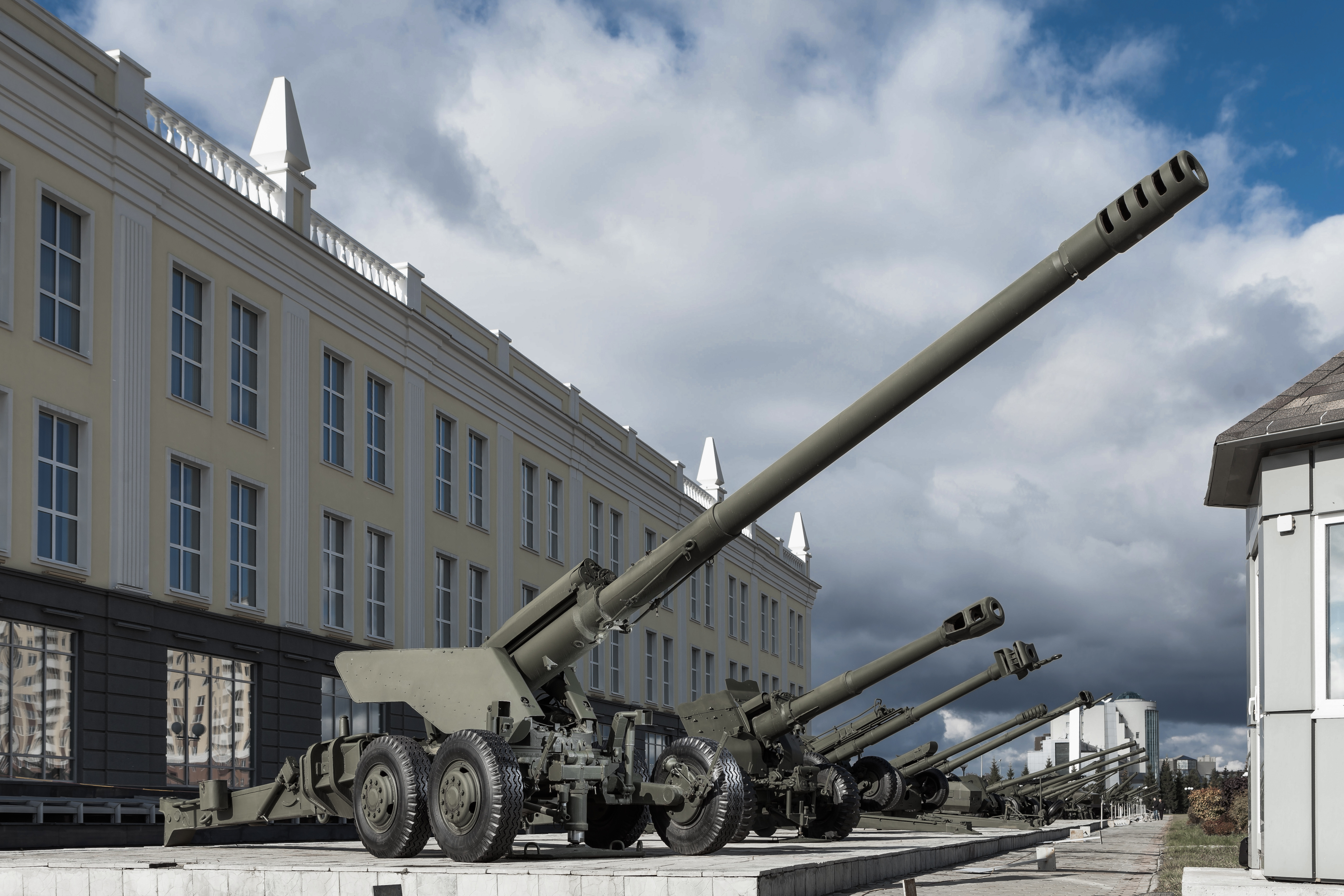
Dělostřelectvo
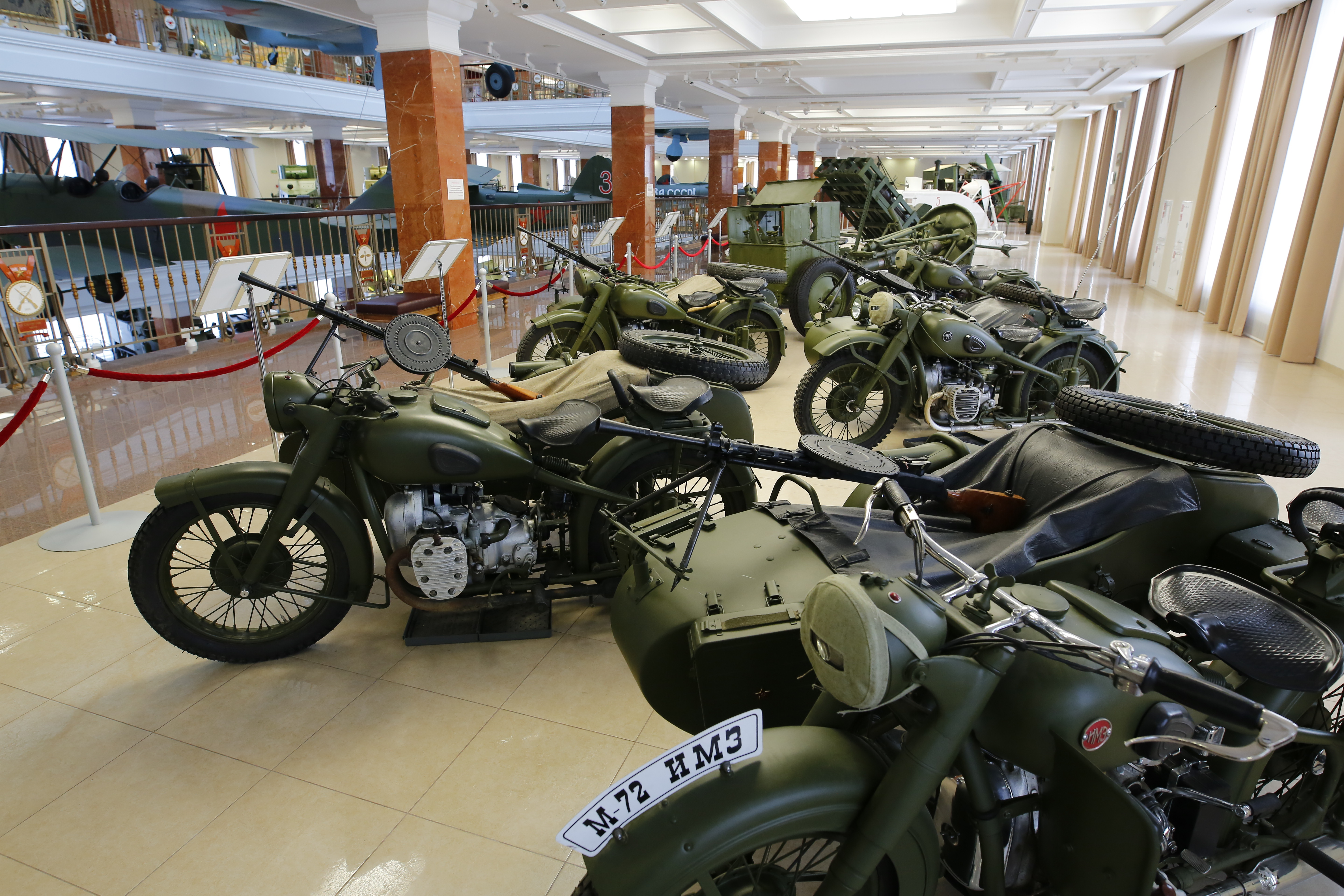
Vojenské motocykly
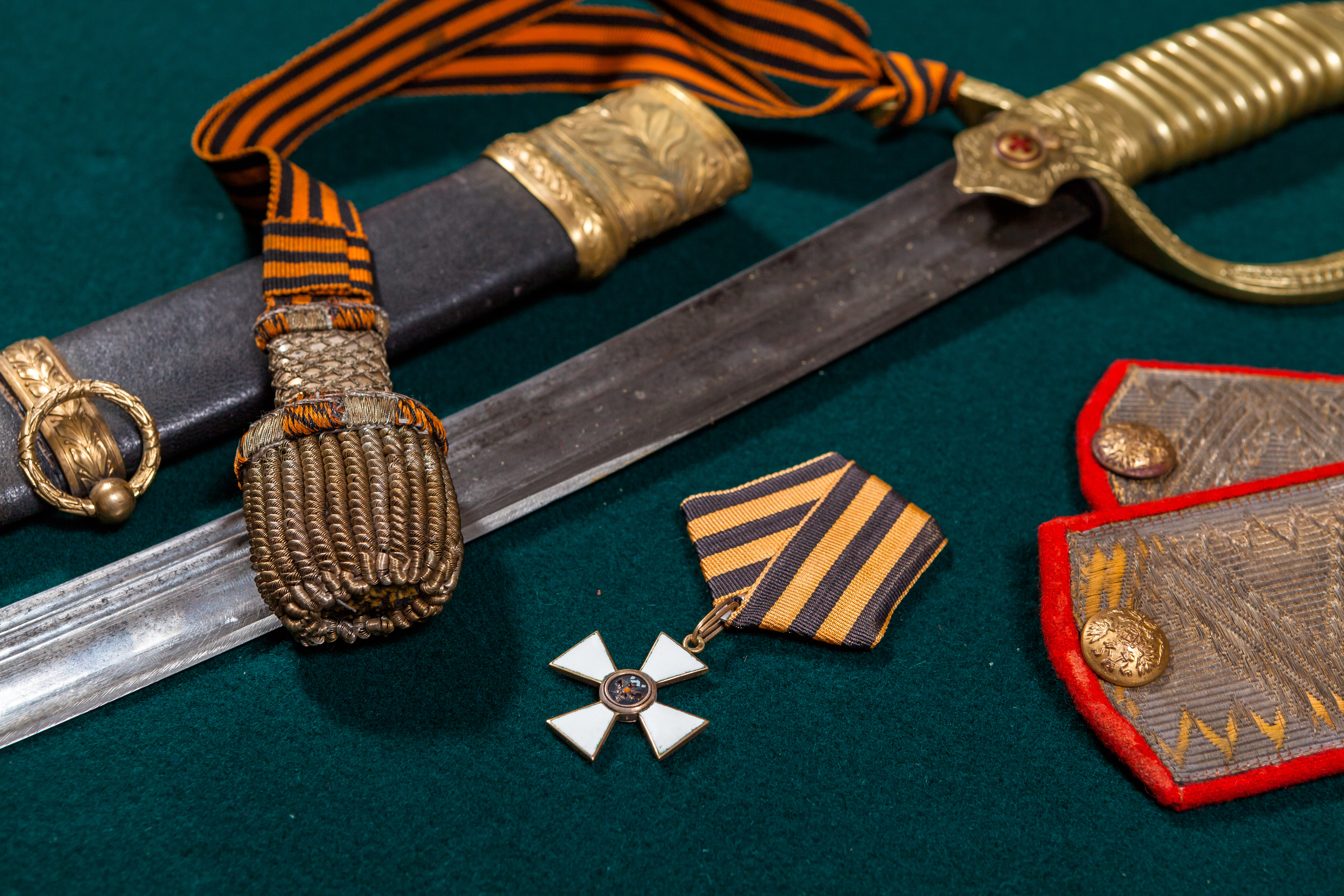
Zbraně, ocenění, uniformy
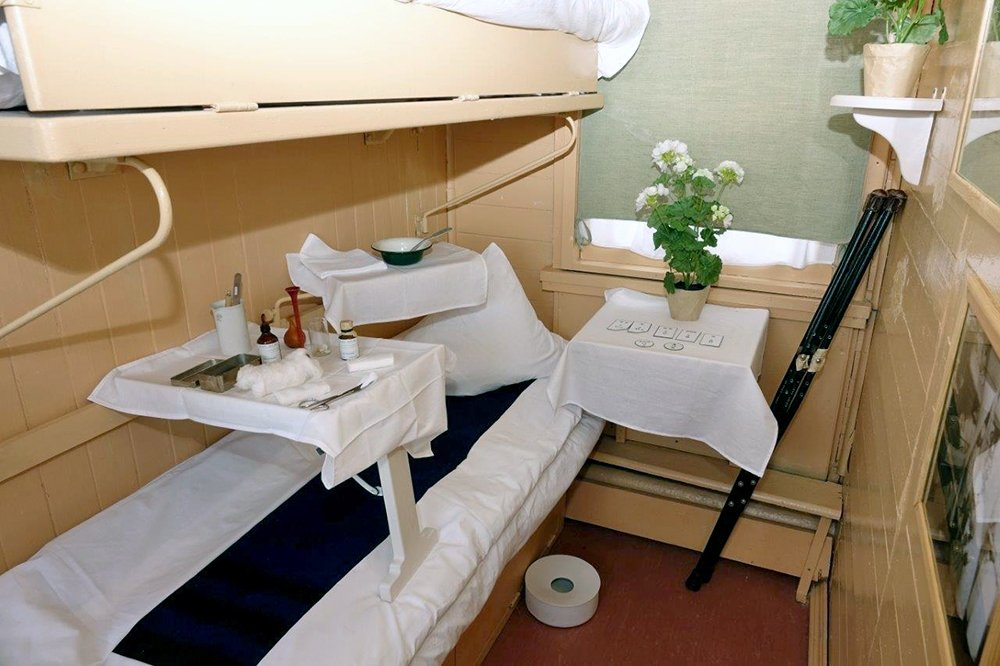
Sanitární vozy
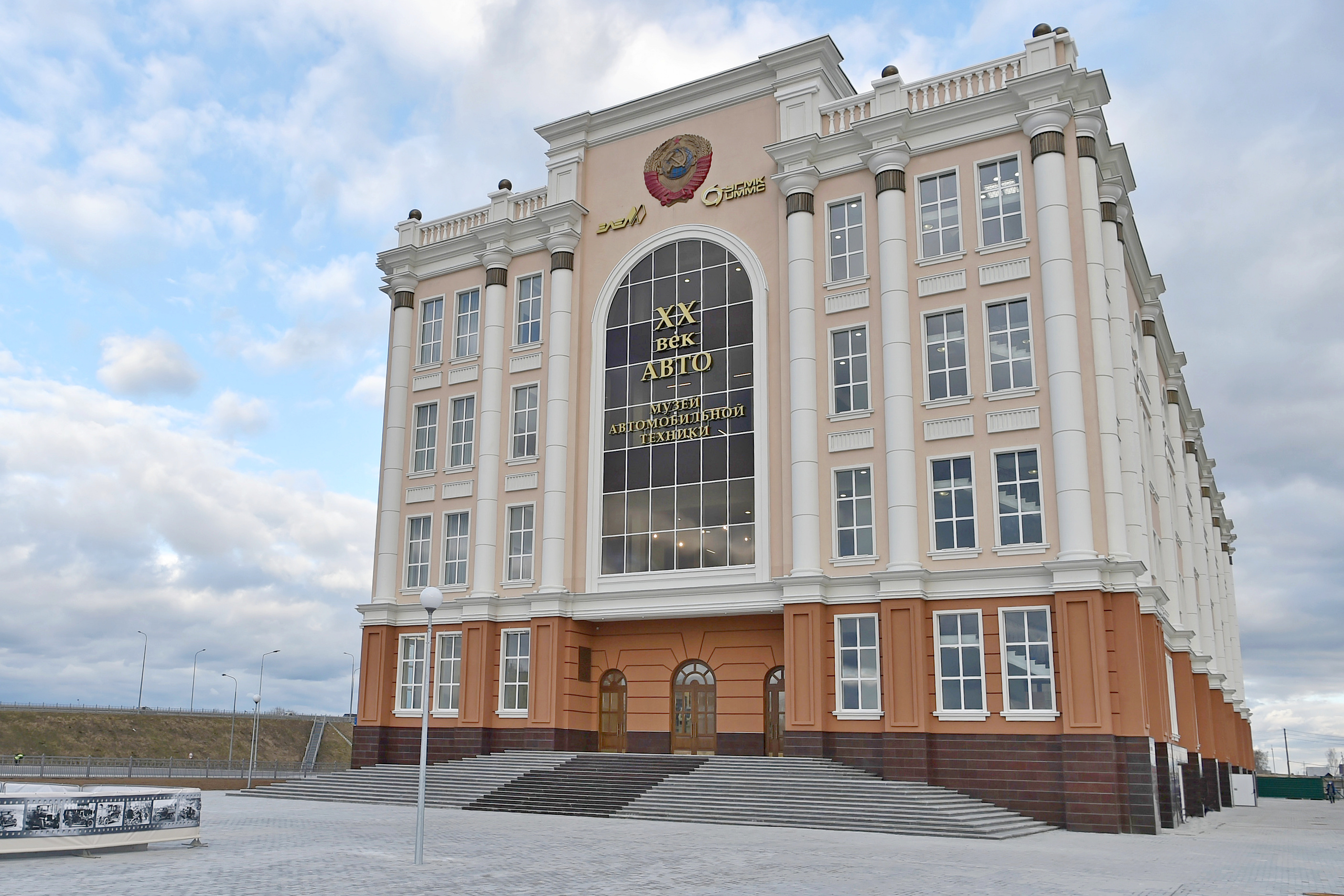
Výstavní centrum automobilového muzea, 2018
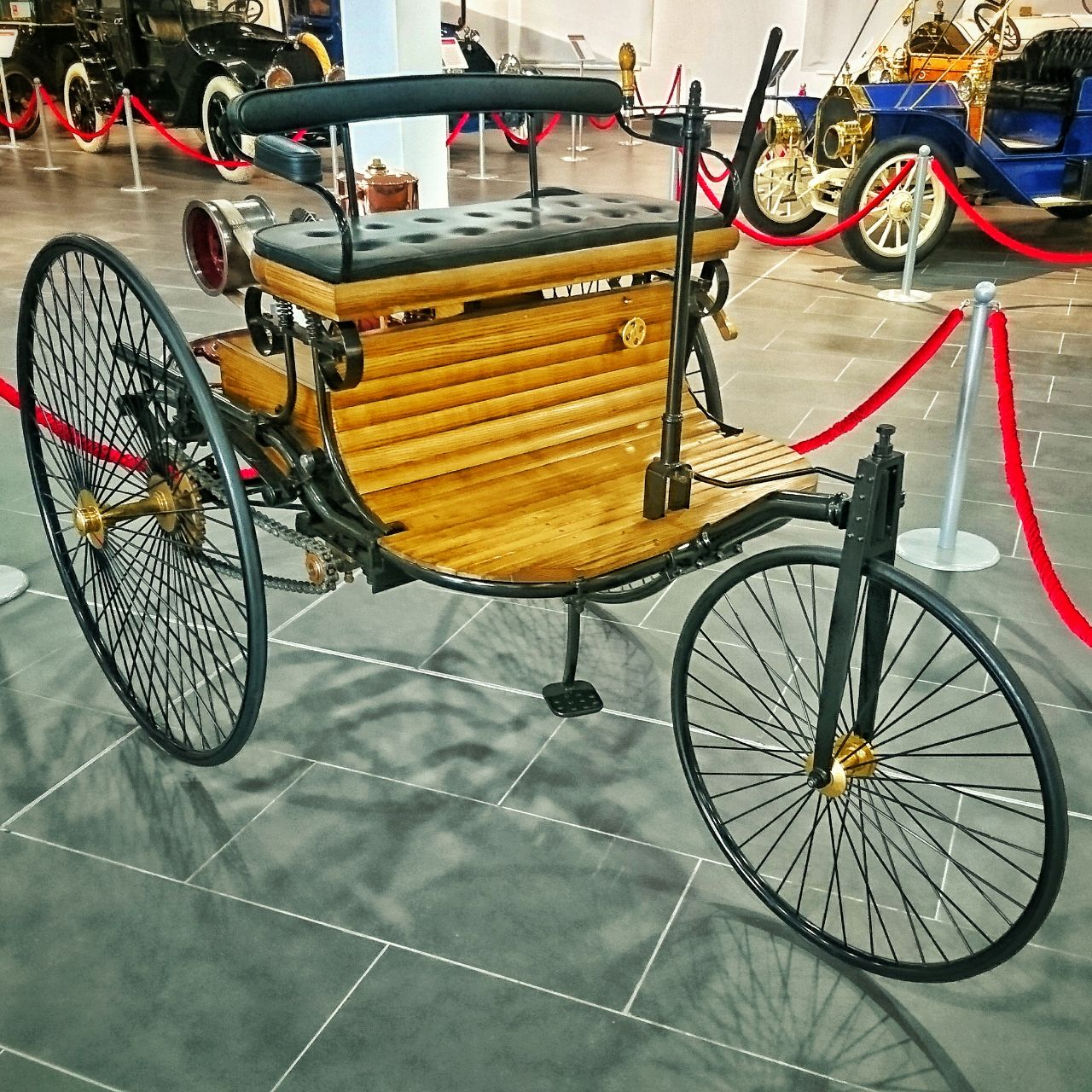
Replika prvního automobilu
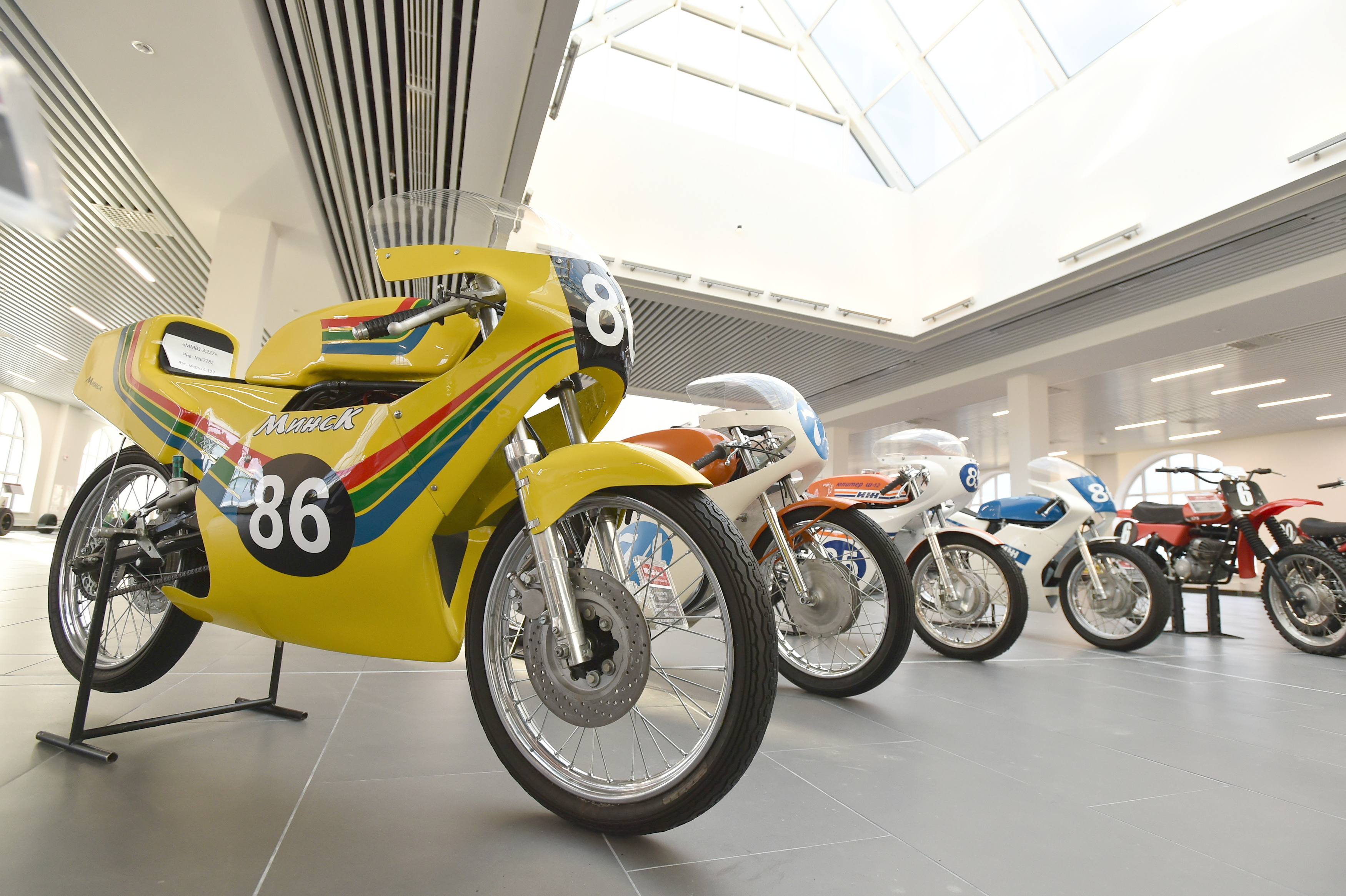
Kolekce sportovních motocyklů